# Lucia de Lammermoor
Lucia de Lammermoor (titlul original: în italiană Lucia di Lammermoor) este o operă în 3 acte de Gaetano Donizetti, după un libret de Salvatore Cammarano, bazat pe romanul The Bride of Lammermoor al lui Walter Scott.
Capodoperă a romantismului italian, una dintre ultimele mari creații preverdiene, în care belcantoul este investit cu valențe expresiv - dramatice. Este cea mai celebră tragedie donizettiană. 
Ca și în cazul multor alte opere ale lui Gaetano Donizetti, și succesul "Luciei de Lammermoor" depinde de o distribuție de primă mână. În timp ce partitura lui Edgard trebuie interpretată de un tenor ce depășește granițele belcantoului, îndreptându-se către Giuseppe Verdi, Lucia și Enrico sunt reprezentanți tipici ai acestui stil. 
Premiera operei a avut loc la 26 septembrie 1835 la Napoli, Teatro San Carlo. Ea s-a soldat cu un succes imens și datorită cântăreților Fanny Tacchinadri-Persiani (Lucia) și Gilbert Duprez (Edgardo). Triumful s-a repetat la Viena (1837), Paris (1837), Londra (1838), Amsterdam (1839), New Orleans (1841), New York (1843).
Durata operei: cca 2 1/2 ore. 

## Personajele principale
- Lordul Enric Ashton (bariton)
- Lucia, sora sa (soprană)
- Sir Edgard Ravenswood, iubitul Luciei (tenor)
- Lordul Artur Bucklaw (tenor)
- Raimond Bidebent, îndrumătorul și confidentul Luciei (bas)
- Alisa, confidenta Luciei (mezzo-soprană)
- Norman, căpitanul trupelor din Ravenswood (tenor)

## Acțiunea

### Actul I
Lordul Enric Ashton, dușman de moarte al familiei Ravenswood, reușise, printr-o serie de fărădelegi, să distrugă aproape toată această familie și să-i acapareze averea. Situația lui era însă critică, deoarece căzuse în dizgrația reginei. Ca ultimă soluție, întrevedea căsătoria surorii sale, Lucia, cu lordul Artur - favorit al curții, căsătorie pe care o dorea cât mai grabnică. În timp ce mărturisea aceste gânduri slujitorului său, Enric este anunțat că în preajma castelului se află ascuns Edgard Ravenswood, singurul moștenitor al familiei dușmane rămas în viață. Furia și ura lui răbufnesc și mai puternic, aflând că Lucia este îndrăgostită în taină de acest tânăr. În gradina castelului, Lucia povestește credincioasei sale confidente, Alisa, cum în plimbările-i singuratice, a avut impresia că zăreste în oglinda vechii fântâni chipul trist și însângerat al soției unuia dintre membrii familiei Ravenswood, ucisă cândva de acesta, din gelozie. Imaginea aceea înfricoșătoare reușește să o alunge din minte doar datorită clipelor de fericire trăite alături de iubitul ei. Sosește Edgardo, care o anunță că va pleca într-o misiune de încredere, ceea ce îl obligă sa amâne căsătoria, păstrând în taină logodna lor. Înainte de a se despărți, el îi dăruiește inelul său, simbol al legământului și credinței jurate.

### Actul II
După plecarea lui Edgard, Lucia trăiește într-o puternică tensiune provocată de grija pentru iubitul de la care nu primește nici o veste și de teama că fratele ei intenționează să o mărite cu un lord aflat în grațiile reginei. Într-adevăr, Enric o cheamă și-i prezintă această căsătorie ca pe o datorie față de onoarea familiei pe care doar ea ar mai putea-o salva. Lucia respinge orice încercare de convingere; ea a jurat credință unui om și o va păstra. Viclean și pregătit pentru acest refuz, Enric, care avusese grijă să distrugă toate scrisorile trimise de Edgard, îi arată surorii sale o scrisoare falsă, anume ticluită, ca din partea logodniculul ei, prin care acesta o dezleagă de jurământul dat, fiindcă el "iubește o altă femeie". Lovitura, pe cât de neașteptată, pe atât de grea, rănește adânc sufletul curat al Luciei. Totuși, ea refuză și acum să-și calce jurământul. Într-o ultimă încercare, Enric îi spune că respingerea acestei căsătorii va duce la condamnarea lui la moarte. Intervine însă Raimond, care îi cere să-și îndeplinească datoria față de familie, și Lucia cedează. Ea este pusă să-i semneze contractul de căsătorie în mijlocul oaspeților. Edgardo, venit pe neașteptate, o acuză de trădare pe logodnica necredincioasă, în timp ce Enric vrea să-l dea afară din castel. Înainte de a ieși, Edgard aruncă inelul de logodnă în fața Luciei și o blestemă. În atmosfera de veselie care domnește printre oaspeții invitați la această căsătorie, este adusă o veste cumplită: Lucia a înnebunit și și-a ucis soțul. Pradă halucinațiilor, cu ochii rătăciți, aceasta apare ținând în mână un pumnal pătat de sânge. Ea retrăiește cu închipuirea clipele fericite alături de Edgard, apoi mintea i se tulbură de năluciri amenințătoare.

### Actul III
În cimitirul unde erau înmormântați strămoșii sai, Edgard a venit să-și ia adio de la tot ce-l mai lega de viață, care nu mai avea sens fără dragostea Luciei. Se aud pași în întuneric; este adusă vestea nebuniei Luciei. Edgard vrea să alerge să o vadă, dar este prea târziu: clopotul castelului anunță moartea nefericitei. Convins acum de credința și dragostea ei, Edgardo adresează o ultimă chemare sufletului nepătat și, cu o lovitură de pumnal, îsi curmă viața.